# Pluskwiaki wodne
Pluskwiaki wodne - ekologiczna grupa pluskwiaków różnoskrzydłych, owadów prowadzących wodny lub nawodny tryb życia. Skupia dwie grupy systematyczne: Gerromorpha (zasiedlające powierzchnie wody) i Nepomorpha (żyjące w wodzie). Do pluskwiaków wodnych żyjących w Polsce zaliczane są rodziny:
- nartnikowate (Gerridae), żyjące na powierzchni wody (np. nartnik duży)
- plesicowate (Veliidae)
- Mesoveliidae
- poślizgowate (Hydrometridae)
- Hebridae
- płoszczycowate (Nepidae)
- wioślakowate (Corixidae)
- pluskolcowate (Notonectidae)
- pianówkowate (Pleidae)
- żyrytwowate (Naucoridae)
- Aphelocheridae